# Użytkowanie powierzchni terenu

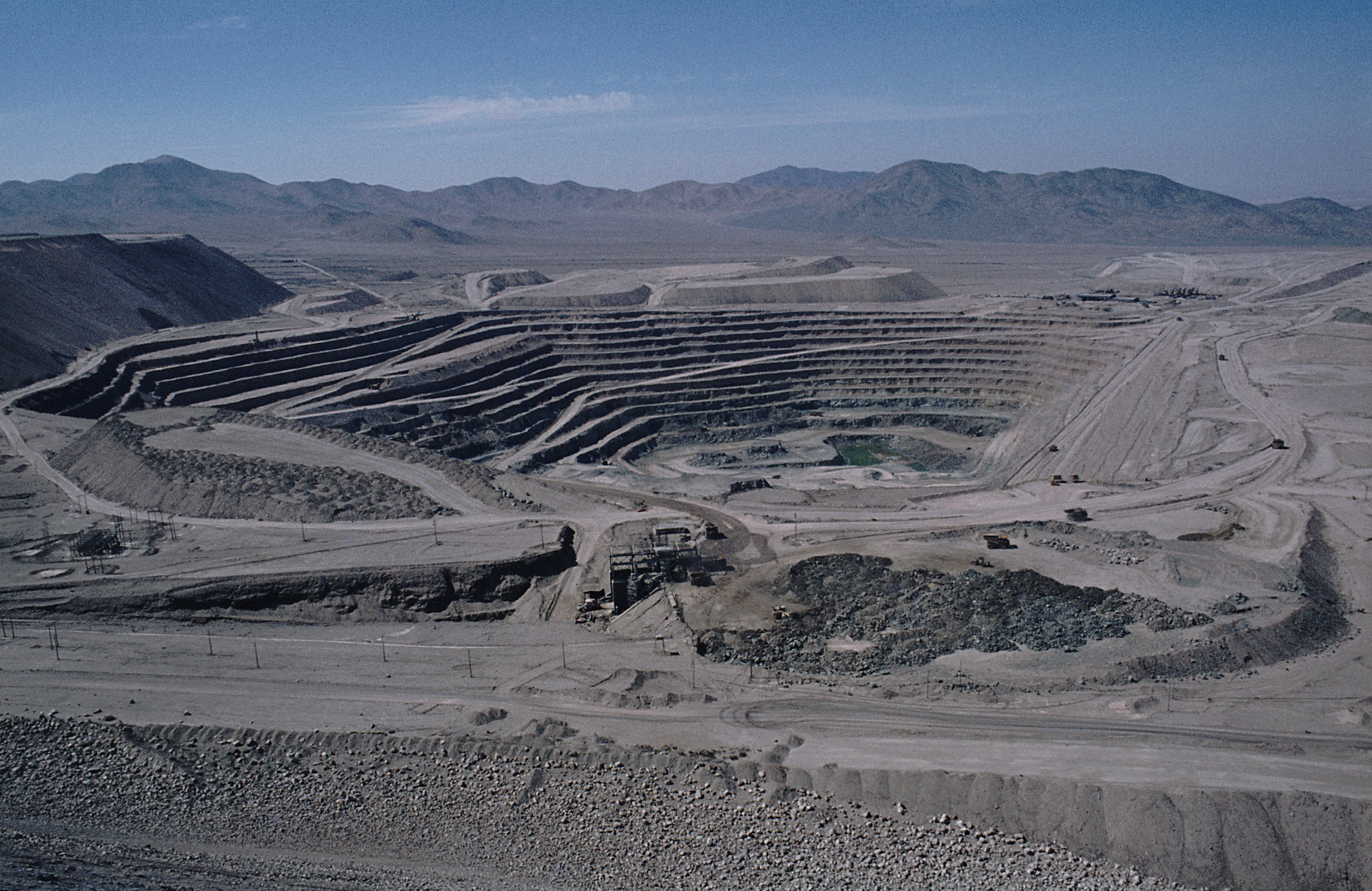
Kopalnia Chuquicamata jako przykład użytkowania geogenicznego

Użytkowanie powierzchni terenu – wykorzystanie terenu przez człowieka, prowadzące do zmian w pierwotnym środowisku poprzez jego działalność (zmiany antropogeniczne), zaś czynniki, które powodują je nazywa się czynnikami antropogenicznymi. Wpływają one na wszystkie aspekty środowiska takie jak fauna i flora, przekształcenia powierzchni Ziemi, stosunki wodne, skład gleby i atmosfery etc.
Użytkowanie powierzchni terenu można podzielić na:
- biogeniczne – np. rolnictwo. łowiectwo, leśnictwo
- geogeniczne – np. górnictwo podziemne i odkrywkowe, wiertnictwo
- technogeniczne – osadnictwo, przemysł, transport